# 蘿拉·羅戈拉
蘿拉·羅戈拉（義大利語：Laura Rogora，2001年4月28日—）是一名義大利女子運動攀登運動員。她曾經獲得2019年歐洲攀岩錦標賽女子難度賽銀牌。她也參加了2018年夏季青年奧林匹克運動會。

## 外部連結
- IFSC （页面存档备份，存于） （英文）
- 蘿拉·羅戈拉的Facebook專頁
- 蘿拉·羅戈拉的Instagram帳戶